# Astegopteryx liukueinensis
Astegopteryx liukueinensis är en insektsart. Astegopteryx liukueinensis ingår i släktet Astegopteryx och familjen långrörsbladlöss. Inga underarter finns listade i Catalogue of Life.